# サバ・クマリタシヴィリ
サバ・クマリタシヴィリ（グルジア語: საბა ქუმარიტაშვილი、グルジア語ラテン翻字: Saba Kumaritashvili、2000年9月8日 – ）は、ジョージアのリュージュ選手。
2022年北京オリンピックにジョージア代表として出場。

## 家族
従兄にノダル・クマリタシヴィリがいる。彼は2010年バンクーバーオリンピックで練習中に事故死した。